# Heis (Mondkrater)
Heis ist ein kleiner Einschlagkrater im Nordwesten der Mondvorderseite in der Ebene des Mare Imbrium, südlich des Kraters C. Herschel und westlich des Höhenrückens Dorsum Heim.
Im Südwesten liegt der größere Krater Delisle. Zwischen diesem und Heis verläuft die Rima Delisle, nördlich davon liegt Rupes Boris, ein Gebiet von speziellem Interesse während der Apollo-Missionen.
Der nördliche Rand wird von dem Nebenkrater Dorsum A überlagert.
| Buchstabe | Position           | Durchmesser | Link |
| --------- | ------------------ | ----------- | ---- |
| A         | 32,71° N, 31,95° W | 6 km        |      |
| D         | 31,64° N, 31,13° W | 8 km        |      |

Der Krater wurde 1935 von der IAU offiziell nach dem deutschen Astronomen Eduard Heis (1806–1877) benannt, der auch in der Meteorforschung tätig war.